# Primera Divisió (2013/2014)
Primera Divisió (2013/2014) – 19. edycja najwyższej klasy rozgrywkowej piłki nożnej w Andorze. Sezon rozpoczął się 22 września 2013 roku, a zakończył w 4 maja 2014 roku. Tytułu mistrzowskiego broniła drużyna Lusitanos.

## Drużyny
| Uczestnicy poprzedniej edycji                                                                                 | Uczestnicy poprzedniej edycji | Uczestnicy poprzedniej edycji | Uczestnicy poprzedniej edycji |
| --- | ----------------------------- | ----------------------------- | ----------------------------- |
| LUS | FC Lusitanos                  | 1                             |                               |
| SFC | FC Santa Coloma               | 2                             |                               |
| SUE | UE Santa Coloma               | 3                             |                               |
| SJU | UE Sant Julià                 | 4                             |                               |
| PRI | CE Principat                  | 5                             |                               |
| INT | Inter Club d’Escaldes         | 6                             |                               |
| ENC | FC Encamp                     | 7                             |                               |
| Awans z Segona Divisió                                                                                        |                               |                               |                               |
| ORD | FC Ordino                     | 1                             |                               |
| Oznaczenia: - kolumna pierwsza – skróty nazw drużyn, - kolumna trzecia – miejsce zajęte w poprzednim sezonie. |                               |                               |                               |

Po poprzednim sezonie spadła drużyna UE Engordany (8.).

## Format rozgrywek
Osiem uczestniczących drużyn gra mecze każdy z każdym w pierwszej fazie rozgrywek. W ten sposób odbywa się pierwszych 14 meczów. Następnie liga zostaje podzielona na dwie grupy po cztery zespoły. W obu grupach drużyny rozgrywają kolejne mecze – dwukrotnie (mecz i rewanż) z każdą z drużyn znajdujących się w jej połówce tabeli. W ten sposób każda z drużyn rozgrywa kolejnych sześć meczów, a punkty i bramki zdobyte w pierwszej fazie są brane pod uwagę w fazie drugiej. Górna połówka tabeli walczy o mistrzostwo Andory oraz kwalifikacje do rozgrywek europejskich, natomiast dolna połówka broni się przed spadkiem. Do niższej ligi spada bezpośrednio ostatnia drużyna, a przedostatnia musi rozgrywać baraż z drugą drużyną z niższej ligi.

## Faza zasadnicza

### Tabela
| Lp. | Drużyna               | M  | Z  | R | P  | Bramki | Bramki | Różn. | Pkt | Uwagi                               |
| --- | --------------------- | -- | -- | - | -- | ------ | ------ | ----- | --- | ----------------------------------- |
| 1   | FC Santa Coloma       | 14 | 10 | 2 | 2  | 41     | 7      | +34   | 32  | Kwalifikacja do grupy mistrzowskiej |
| 2   | FC Lusitanos          | 14 | 10 | 0 | 4  | 50     | 11     | +39   | 30  | Kwalifikacja do grupy mistrzowskiej |
| 3   | UE Sant Julià         | 14 | 9  | 3 | 2  | 41     | 14     | +27   | 30  | Kwalifikacja do grupy mistrzowskiej |
| 4   | UE Santa Coloma       | 14 | 9  | 2 | 3  | 35     | 17     | +18   | 29  | Kwalifikacja do grupy mistrzowskiej |
| 5   | FC Ordino             | 14 | 6  | 2 | 6  | 26     | 27     | −1    | 20  | Kwalifikacja do grupy spadkowej     |
| 6   | FC Encamp             | 14 | 4  | 1 | 9  | 21     | 47     | −26   | 13  | Kwalifikacja do grupy spadkowej     |
| 7   | Inter Club d’Escaldes | 14 | 2  | 1 | 11 | 11     | 41     | −30   | 7   | Kwalifikacja do grupy spadkowej     |
| 8   | CE Principat          | 14 | 0  | 1 | 13 | 1      | 62     | −61   | 1   | Kwalifikacja do grupy spadkowej     |

### Miejsca po danych kolejkach
| Drużyna / Kolejka     | 1 | 2 | 3 | 4 | 5 | 6 | 7 | 8 | 9 | 10 | 11 | 12 | 13 | 14 |
| --------------------- | - | - | - | - | - | - | - | - | - | -- | -- | -- | -- | -- |
| FC Lusitanos          | 1 | 1 | 1 | 1 | 1 | 1 | 1 | 1 | 1 | 1  | 1  | 1  | 1  | 2  |
| UE Sant Julià         | 4 | 3 | 2 | 4 | 2 | 3 | 2 | 2 | 3 | 3  | 4  | 4  | 3  | 3  |
| FC Santa Coloma       | 3 | 2 | 3 | 2 | 3 | 2 | 4 | 4 | 4 | 4  | 3  | 2  | 2  | 1  |
| UE Santa Coloma       | 2 | 5 | 4 | 3 | 4 | 4 | 3 | 3 | 2 | 2  | 2  | 3  | 4  | 4  |
| CE Principat          | 8 | 8 | 8 | 8 | 8 | 8 | 8 | 8 | 8 | 8  | 8  | 8  | 8  | 8  |
| FC Ordino             | 5 | 4 | 6 | 6 | 5 | 6 | 5 | 5 | 5 | 5  | 5  | 5  | 5  | 5  |
| Inter Club d’Escaldes | 7 | 6 | 7 | 7 | 7 | 7 | 7 | 7 | 7 | 7  | 7  | 7  | 7  | 7  |
| FC Encamp             | 6 | 7 | 5 | 5 | 6 | 5 | 6 | 6 | 6 | 6  | 6  | 6  | 6  | 6  |

### Wyniki
| Gospodarz \ Gość      | ENC | SFC | INT | LUS | ORD | PRI | SJU | SUE |
| FC Encamp             |     | 0:7 | 3:2 | 1:6 | 0:1 | 0:0 | 1:2 | 2:3 |
| FC Santa Coloma       | 3:1 |     | 3:0 | 2:0 | 4:0 | 8:0 | 0:0 | 2:0 |
| Inter Club d’Escaldes | 2:4 | 0:3 |     | 0:4 | 1:5 | 1:0 | 0:6 | 0:4 |
| FC Lusitanos          | 8:0 | 3:1 | 4:0 |     | 1:2 | 6:0 | 3:2 | 5:0 |
| FC Ordino             | 4:0 | 1:4 | 1:1 | 1:5 |     | 2:1 | 1:3 | 0:1 |
| CE Principat          | 0:5 | 0:4 | 0:3 | 0:5 | 0:5 |     | 0:4 | 0:5 |
| UE Sant Julià         | 6:0 | 0:2 | 2:0 | 1:0 | 3:3 | 7:0 |     | 2:1 |
| UE Santa Coloma       | 5:2 | 0:0 | 2:1 | 1:0 | 3:0 | 7:0 | 3:3 |     |

Źródło: 
Objaśnienia:
1Drużyna gospodarzy jest wymieniona po lewej stronie tabeli.
Kolory: zielony – zwycięstwo gospodarzy, żółty – remis, różowy – zwycięstwo gości.

## Faza finałowa

### Grupa mistrzowska

#### Tabela
| Lp. | Drużyna             | M  | Z  | R | P | Bramki | Bramki | Różn. | Pkt | Uwagi                                       |
| --- | ------------------- | -- | -- | - | - | ------ | ------ | ----- | --- | ------------------------------------------- |
| 1   | FC Santa Coloma (M) | 20 | 13 | 3 | 4 | 50     | 12     | +38   | 42  | Liga Mistrzów UEFA • I runda kwalifikacyjna |
| 2   | UE Santa Coloma     | 20 | 12 | 3 | 5 | 40     | 24     | +16   | 39  | Liga Europy UEFA • I runda kwalifikacyjna   |
| 3   | UE Sant Julià       | 20 | 11 | 5 | 4 | 46     | 19     | +27   | 38  |                                             |
| 4   | FC Lusitanos        | 20 | 11 | 2 | 7 | 57     | 20     | +37   | 35  |                                             |

#### Miejsca po danych kolejkach
| Drużyna / Kolejka | 15 | 16 | 17 | 18 | 19 | 20 |
| ----------------- | -- | -- | -- | -- | -- | -- |
| FC Santa Coloma   | 1  | 1  | 1  | 1  | 1  | 1  |
| FC Lusitanos      | 3  | 4  | 4  | 4  | 4  | 4  |
| UE Sant Julià     | 2  | 2  | 2  | 2  | 2  | 3  |
| UE Santa Coloma   | 4  | 3  | 3  | 3  | 3  | 2  |

#### Wyniki
| Gospodarz \ Gość | SFC | LUS | SJU | SUE |
| FC Santa Coloma  |     | 0:2 | 2:1 | 0:1 |
| FC Lusitanos     | 1:3 |     | 1:2 | 1:1 |
| UE Sant Julià    | 0:0 | 1:1 |     | 1:0 |
| UE Santa Coloma  | 0:4 | 2:1 | 1:0 |     |

Źródło: 
Objaśnienia:
1Drużyna gospodarzy jest wymieniona po lewej stronie tabeli.
Kolory: zielony – zwycięstwo gospodarzy, żółty – remis, różowy – zwycięstwo gości.

### Grupa spadkowa

#### Tabela
| Lp. | Drużyna               | M  | Z | R | P  | Bramki | Bramki | Różn. | Pkt | Uwagi                                    |
| --- | --------------------- | -- | - | - | -- | ------ | ------ | ----- | --- | ---------------------------------------- |
| 5   | FC Ordino             | 20 | 9 | 5 | 6  | 41     | 34     | +7    | 32  |                                          |
| 6   | FC Encamp             | 20 | 7 | 4 | 9  | 34     | 53     | −19   | 25  |                                          |
| 7   | Inter Club d’Escaldes | 20 | 3 | 2 | 15 | 16     | 55     | −39   | 11  | Kwalifikacja do baraży o Primera Divisió |
| 8   | CE Principat          | 20 | 1 | 2 | 17 | 8      | 75     | −67   | 5   | Spadek do Segona Divisió                 |

#### Miejsca po danych kolejkach
| Drużyna / Kolejka     | 15 | 16 | 17 | 18 | 19 | 20 |
| --------------------- | -- | -- | -- | -- | -- | -- |
| FC Ordino             | 5  | 5  | 5  | 5  | 5  | 5  |
| FC Encamp             | 6  | 6  | 6  | 6  | 6  | 6  |
| Inter Club d’Escaldes | 7  | 7  | 7  | 7  | 7  | 7  |
| CE Principat          | 8  | 8  | 8  | 8  | 8  | 8  |

#### Wyniki
| Gospodarz \ Gość      | ORD | ENC | INT | PRI |
| FC Ordino             |     | 2:2 | 1:1 | 3:2 |
| FC Encamp             | 1:1 |     | 3:0 | 2:2 |
| Inter Club d’Escaldes | 1:4 | 1:3 |     | 1:3 |
| CE Principat          | 0:4 | 0:2 | 0:1 |     |

Źródło: 
Objaśnienia:
1Drużyna gospodarzy jest wymieniona po lewej stronie tabeli.
Kolory: zielony – zwycięstwo gospodarzy, żółty – remis, różowy – zwycięstwo gości.

## Baraże o Primera Divisió
| 11 maja 2014 17:00 CEST | Inter Club d’Escaldes | 4:03:0 | CE Jenlai |  |
|                         |                       |        |           |  |

| 11 maja 2014 17:00 CEST | CE Jenlai | 1:21:0 | Inter Club d’Escaldes |  |
|                         |           |        |                       |  |

Drużyna Inter Club d’Escaldes wygrała w dwumeczu 6:1 i zagra w kolejnej edycji Primera Divisió.